# اچ‌دی ۲۱۱۴۱۵
اچ‌دی ۲۱۱۴۱۵ یک ستاره است که در صورت فلکی درنا قرار دارد.